# Jacumã (Conde)
Jacumã é um distrito do município de Conde, Paraíba, ocupa toda a parte litorânea do município, encontra-se a cerca de aproximadamente 15 a 30 kms do centro do mesmo. Sua população estimada em 2012 era de 16.008 habitantes. Jacumã localiza-se a 15 km de João Pessoa, 129 km do Recife e 158 km de Campina Grande.
O vilarejo de Jacumã teve origem quando o cacique Rotã e sua tribo dissidentes de uma aldeia Potiguar se estabeleceram na região.
O seu litoral é um dos mais belos, senão o mais belo da paraíba, suas praias são procuradas por turistas do mundo inteiro, devido a suas águas quentes e a mata atlântica que as cercam, serem ainda virgens.

## Etimologia
Jacumã provém do tupi yaku-mã, que significa “fruteira dos jacus”.

## Turismo
O turismo vivencia-se principalmente pelas praias, situadas a cerca de 25 km ao sul de João Pessoa, com acesso por rodovia litorânea asfaltada, as praias Coqueirinho, Bela, Tabatinga, Graú, Carapibus e Jacumã, oferecem ao visitante, além dos aspectos naturais e da característica própria a cada uma das localidades, uma gama variada de serviços de qualidade, permitem que o turista usufrua de tudo o que há de melhor na região.o PIB de jacumã também é proveniente do seu rico comércio,turismo que nele podemos destacar as belas praias como antes citado, muitas pessoas de vários lugares do brasil e do mundo também vêm visita-la. Jacumã está cada dia mais crescente e com vários prédios em construções, casas e um local arejado, belo e clima tropical.

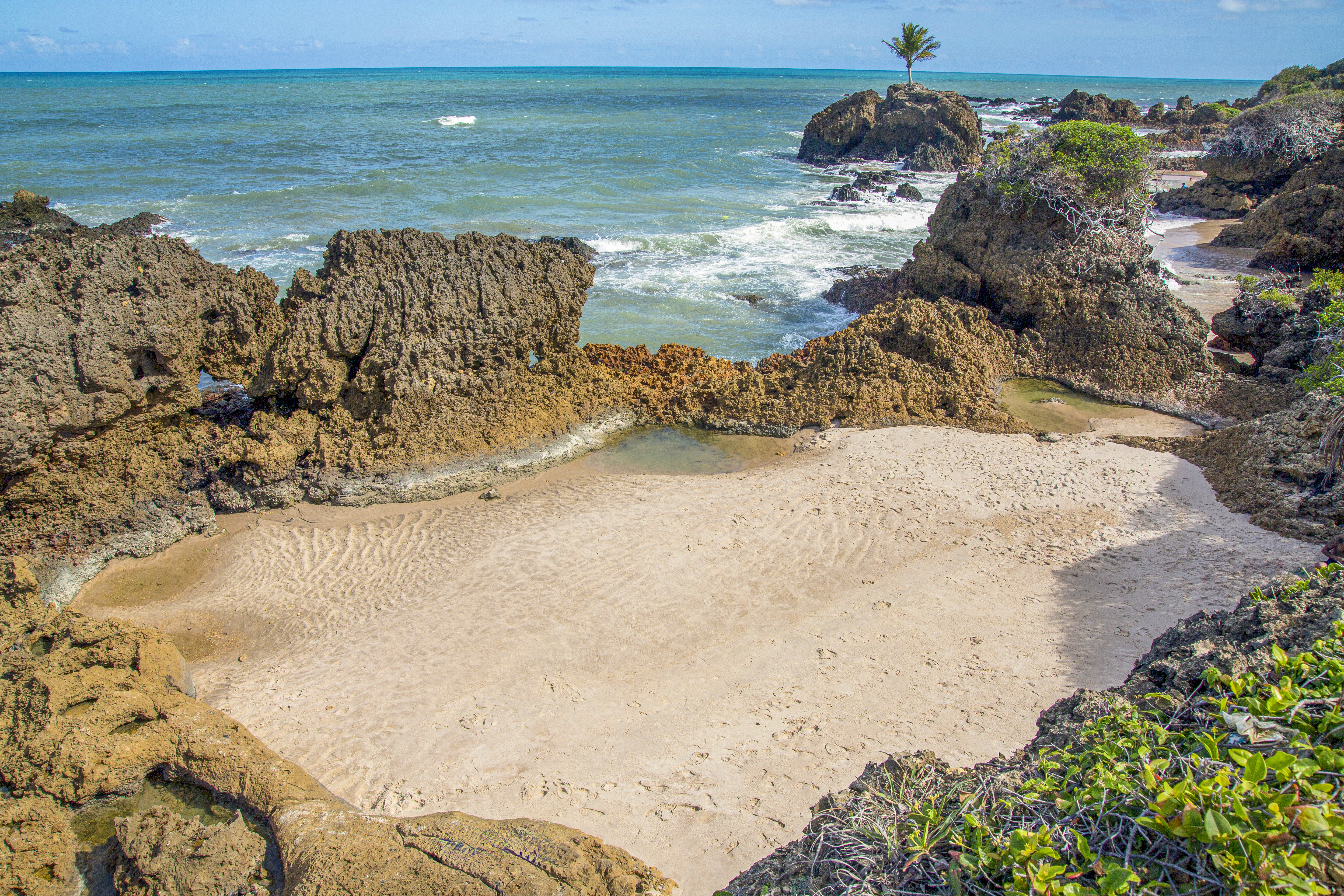
parte não naturista da praia de Tambaba

A praia de Tambaba é conhecida por se a única praia de Naturismo do Hemisfério Sul, inclusiva sediou o terceiro Encontro Internacional de Naturistas.